# Arnold Krug
Arnold Krug (Hamburg, 16 d'octubre de 1849 - 14 d'agost de 1904) fou un compositor i director d'orquestra alemany del romanticisme.
Estudià en el Conservatori de Leipzig i aconseguí els premis Mozart i Meyerbeer. De 1872 a 1877 fou professor de piano del Conservatori Stern de Berlín, i a partir de 1885 del d'Hamburg. Va publicar moltes obres, que es distingeixen per la seva correcció i estil agradable, per a orquestra, música di camera, per a piano, lieder, etc.